# Museo de Sitio Túcume
El Museo de Sitio Túcume es un museo peruano que está situado en el departamento de Lambayeque.

## Descripción
El museo alberga piezas de las excavaciones efectuadas en Túcume entre 1989 y 1994. Así como una colección de las culturas lambayeque, chimú e inca. Uno de sus principales atractivos son las joyas halladas en la tumba del Señor de Túcume, descubierta entre los años 1991 y 1992. Muestra también la gastronomía, textilería y creencias de lugar.
Fue inaugurado el 20 de agosto de 1993.